# Gregorio Rodríguez
Gregorio Rodríguez – piłkarz urugwajski, pomocnik.
Jako piłkarz klubu Universal Montevideo był w kadrze reprezentacji Urugwaju podczas turnieju Copa América 1917, gdzie Urugwaj drugi raz z rzędu zdobył tytuł mistrza Ameryki Południowej. Rodríguez zagrał we wszystkich trzech meczach - z Chile, Brazylią i Argentyną.
Rodríguez w latach 1916–1924 rozegrał w reprezentacji Urugwaju 12 meczów.